# Pipistrellus hanaki
Pipistrellus hanaki är en fladdermus i familjen läderlappar som förekommer i norra Afrika. Artepitet i det vetenskapliga namnet hedrar zoologen Vladimír Hanák från Tjeckien som framförde teorin att denna population kan föreställa en egen art.
Arten har jämförd med liknande släktmedlemmar som Pipistrellus pipistrellus och Pipistrellus pygmaeus ett större huvud och större tänder. Djurets underarmar är 31,2 till 33,4 mm långa. Individen som användes för artens ursprungliga beskrivning (holotyp) var 43 mm lång (huvud och bål), hade en 39 mm lång svans, 12,3 mm långa öron och en vikt av 4,7 g. Pipistrellus hanaki har en ljusbrun till rödbrun päls med cirka 5 mm långa hår på ryggens och bukens mitt. Flygmembranen, öronen och andra ställen där huden är synlig är mörkbruna, förutom regionen kring ögonen och öronens bas, som är ljusare. Svansens 0,5 till 1 mm långa spets ligger utanför svansflyghuden.
Denna fladdermus lever endemisk vid Libyens norra kustlinje. Habitatet utgörs av medelhavsskogar och buskskogar. Arten hittas även på mindre tillhörande öar.
Pipistrellus hanaki listas av IUCN med kunskapsbrist (DD).